# 김세웅
김세웅(金世雄, 1953년 8월 14일 무주 ~ )은 대한민국의 정치인이다. 종교는 천주교이며 세례명은 마태오이다. 1995년부터 2006년까지 전북특별자치도 무주군수를 역임하였고, 2008년에 통합민주당의 국회의원으로 당선되었으나, 2008년 12월 24일 대법원에서 선거법 위반 유죄 확정 판정을 받아, 의원직을 상실하였다.

## 논란

### 선거비용 미반납 논란
선거 과정에 부정이 생겨서 당선이 무효가 되면 보전받은 선거비용을 반환해야 하는데 공직선거법 위반으로 당선무효가 되어 선거비용을 반환해야 하지만 강제징수된  2800만 원외에 아직 나머지 금액이 납부가 되지 않아 논란이 되고 있다. 이에 대하여 언론과의 인터뷰에서는 "이중 삼중으로 보전금도 반환해라, 배지도 반납해라, 이건 법 자체가 잘못되어있는 거예요" 이라고 답변하였다.

## 역대 선거 결과
|  | 60.4% |

|  | 34.80% |

|  | 53.36% |

|  | 50.34% |

|  | 49.12% |

|  | 11.14% |